# Þórey Edda Elísdóttir
Þórey Edda Elísdóttir , née le 30 juin 1977 à Reykjavik, est une sauteuse à la perche islandaise. Elle a participé trois fois aux Jeux olympiques d'été, en 2000, 2004 et 2008. Son record personnel est établi à 4,60 mètres (juin 2004, Madrid).
En 2003, elle est candidate sous l'étiquette du Mouvement des verts et de gauche aux élections législatives islandaises. Elle n'est pas élue.